# Chmieleń Wielki
Chmieleń Wielki (prononciation : [ˈxmjɛlɛɲ ˈvjɛlki]) est un village polonais de la gmina de Krzynowłoga Mała dans le powiat de Przasnysz de la voïvodie de Mazovie dans le centre-est de la Pologne.
Il se situe à environ 21 kilomètres au nord-ouest de Przasnysz (siège du powiat) et à 109 kilomètres au nord de Varsovie (capitale de la Pologne).
Le village compte approximativement une population de 130 habitants en 2006.

## Histoire
De 1975 à 1998, le village appartenait administrativement à la voïvodie d'Ostrołęka.